# Agnès de Poitiers (sainte)
Pour les articles homonymes, voir Agnès de Poitiers et Sainte Agnès.
Sainte Agnès de Poitiers est une sainte de l'Église catholique, qui vécut dans la deuxième moitié du VIe siècle. Elle fut la première abbesse de la plus ancienne abbaye de femmes, l'abbaye Sainte-Croix de Poitiers, fondée par sainte Radegonde, qu'elle plaça sous la règle de saint Césaire.
Agnès grandit à la cour où elle bénéficia de l’éducation de la reine Radegonde. Consacrée par l’évêque Germain de Paris, elle suit Radegonde dans l'abbaye que cette dernière a fondée et où elle fut nommée première abbesse.
Elle entretenait des relations amicales avec  Venance Fortunat.
Elle serait morte martyr avec l'une de ses religieuses, sainte Disciole, à la fin du VIe siècle.
Elle est fêtée le 13 mai.